# Mustica

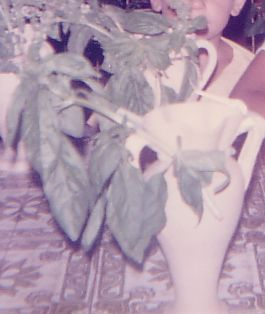
Mustica infiochettata con basilico durante le celebrazioni negli anni '80

La mustica o mustichedda (in lingua siciliana) è un contenitore di creta gialla a forma d'anfora alta circa 18 cm, a bocca stretta o larga, a seconda se utilizzato da un bambino o bambina.

## Tradizione
La Mustica viene utilizzata durante le celebrazioni della vigilia dell'Assunzione di Maria in Cielo a Lentini ed Agnone Bagni. Nella tradizione lentinese viene riempita di acqua ed infiocchettata con basilico fresco; il bambino o bambina la usa per inzupparvi dentro del pane e mangiarlo durante la celebrazione.
È una tradizione cattolica, in quanto il 14 agosto, vigilia dell'Assunzione, si doveva osservare il digiuno. La tradizione è nata dal fatto che con questo metodo si abituavano i bambini a digiunare e a rispettare il volere della Chiesa. Oggi ne è rimasta solo una tradizione che fa riunire i ragazzini insieme agli adulti, ognuno con la propria mustica, a mangiare del pane inzuppato nell'acqua.

### Simbologia
- Acqua: purezza
- Pane: grazia